# 11004 Стенмарк
11004 Стенмарк (11004 Stenmark) — астероїд головного поясу, відкритий 16 березня 1980 року.
Тіссеранів параметр щодо Юпітера — 3,104.